# 長岡 (茨城町)
長岡（ながおか）は、茨城県東茨城郡茨城町の大字。

## 地理
茨城町の北部に位置し、北は水戸市東野町、水戸市吉沢町、西は前田、涸沼前川を隔てて大戸、小鶴、南は涸沼川を隔てて小堤、駒場、東は谷田部、上石崎と隣接する。北側のエリアは水戸市のベッドタウンとなっており、国道6号沿いや、県道50号沿いにはロードサイド店舗が並ぶ。一方、かつての宿通りの県道40号沿いには、昔からの商店や住宅が建ち並ぶ。東側の植農地区や南側の三島地区の大部分は農耕地となっている。

## 小字
以下の小字がある。
- 荒屋
- 井戸坂
- 稲の上
- 後久保
- 岡田
- 岡田内
- 大縄
- 折本
- 柿の木
- 片山[6]
- 上内台
- 上宿
- 鴨川
- 川前
- 川向
- 剣尺
- 光照寺
- 五反田
- 坂合
- 坂下
- 鷺田
- さす合
- 猿久保
- 下作
- 下敷
- 下宿
- 霜の下
- 正法寺
- 神宮寺
- 新田
- 住吉
- 関戸
- 大連寺
- 田島
- 立原
- 天神前
- 天徳寺
- 藤四郎谷津
- 堂の上
- 中宿
- 中丸原
- 巾木免
- 涸沼台
- 古川
- 掘の内
- 町頭
- 美島
- 水走
- 三原
- 御札前
- 宮尻
- 宮脇
- 明光
- 矢頭
- 弥地屋敷
- 谷田内
- 谷津
- 山の上
- 若林
- 若林陸前浜街道東側

## 歴史
- 1889年（明治22年）：（旧）長岡村と常井村、近藤村、大戸村、馬渡村、小鶴村、前田村、谷田部村が合併し、東茨城郡長岡村が誕生。（旧）長岡村は長岡村大字長岡に
- 1929年（昭和4年）：水戸電気鉄道線の下水戸 - 常陸長岡間が開通。
- 1938年（昭和13年）：水戸電気鉄道線が全線廃止。
- 1955年（昭和30年）2月11日：長岡村が町政施行を行い東茨城郡長岡町に。同日、川根村、上野合村、鹿島郡沼前村と合併し、東茨城郡茨城町が誕生。茨城町大字長岡になる。

## 世帯数と人口
2021年（令和3年）12月31日現在の世帯数と人口は以下の通りである。
| 町丁 | 世帯数    | 人口    |
| ---- | --------- | ------- |
| 長岡 | 2,926世帯 | 6,718人 |

## 小・中学校の学区
町立小・中学校に通う場合、学区は以下の通りとなる。
| 番地                                                     | 小学校             | 中学校             |
| -------------------------------------------------------- | ------------------ | ------------------ |
| 長岡区，長岡第二区，植農区(一部)                         | 茨城町立長岡小学校 | 茨城町立明光中学校 |
| 矢頭東区，矢頭西区，矢頭北区，矢頭中丸原区，植農区(一部) | 茨城町立葵小学校   | 茨城町立明光中学校 |

## 交通

### 道路
- 北関東自動車道
  - 茨城町東インターチェンジ
- 国道6号
- 茨城県道16号大洗友部線
- 茨城県道18号茨城鹿島線
- 茨城県道40号内原塩崎線
- 茨城県道50号水戸神栖線
- 茨城県道106号長岡大洗線
- 茨城県道175号塩ヶ崎茨城線
- 茨城県道180号長岡水戸線

### バス

#### 一般路線バス
| 系統 | 主要経由地                                                                                           | 行先                                     | 運行会社  |
| ---- | --- | ---------------------------------------- | --------- |
|      | 石岡駅・堅倉・奥ノ谷・長岡坂下・新長岡・長岡・長岡西・千波・大工町・水戸駅                           | 石岡駅・水戸駅                           | ■関東鉄道 |
|      | 鉾田駅・海老沢・奥ノ谷・長岡坂下・新長岡・長岡・長岡西・千波・大工町・水戸駅                         | 鉾田駅・水戸駅                           | ■関東鉄道 |
|      | 鉾田駅・大和田・奥ノ谷・長岡坂下・新長岡・長岡・長岡西・千波・大工町・水戸駅                         | 鉾田駅・水戸駅                           | ■関東鉄道 |
|      | 茨城空港・上吉影・奥ノ谷・長岡坂下・新長岡・長岡・長岡西・千波・大工町・水戸駅                       | 茨城空港・水戸駅                         | ■関東鉄道 |
|      | 奥ノ谷坂上・奥ノ谷・長岡坂下・新長岡・長岡・長岡西・千波・大工町・水戸駅                             | 奥ノ谷坂上・水戸駅                       | ■関東鉄道 |
|      | 茨城町役場・奥ノ谷・長岡坂下・長岡小学校前・植農入口・長岡十字路・矢頭南・矢頭・台町・三高下・水戸駅 | 茨城町役場・県庁バスターミナル           | ■関東鉄道 |
|      | 運転免許センター・矢頭南・矢頭・台町・三高下・水戸駅・                                               | 運転免許センター・平須・県自動車学校     | ■関東鉄道 |
|      | 運転免許センター・（途中不停車）・水戸駅                                                             | 運転免許センター・水戸駅（特急わかば号） | ■関東鉄道 |
|      | イオンタウン水戸南・矢頭南・矢頭・みなみ団地入口・水戸駅南口                                         | イオンタウン水戸南・水戸駅南口           | ■関東鉄道 |

#### 高速バス
| 系統 | 主要経由地                                                       | 行先                                                            | 運行会社  |
| ---- | ---------------------------------------------------------------- | --------------------------------------------------------------- | --------- |
|      | 運転免許センター・土浦駅東口・川口町・花室交差点・つくばセンター | 運転免許センター・つくばセンター（わかば号 土浦・つくばルート） | ■関東鉄道 |

- 東京駅行き高速バス『みと号』（県庁ルート）、つくば行き高速バス『急行TMライナー』（平日ルート）も、当地内の「茨城町東IC」より高速道路を走行するが、当地内にバス停は設けられていない（当地からの最寄りバス停は「県自動車学校」バス停になる）。

## 施設

### 行政
- 茨城県工業技術センター：長岡3781-1
- 茨城県立消防学校：長岡4068
- 茨城県農業総合センター農業大学校：長岡4070-186
- 茨城県警察運転免許センター：長岡3783-3

### 商業施設
- イオンタウン水戸南
- ヨークベニマル茨城町店
- カワチ薬品茨城町店
- ケーヨーデイツー茨城町店
- トライアル水戸南店
- ミニストップ茨城町長岡店

### 飲食店
- ラーメン山岡家水戸南店

### 教育
- 茨城町立長岡小学校：長岡3168
- 茨城町立葵小学校：長岡3715
  - 矢頭、中丸原地区の人口増加に伴い、1983年（昭和58年）に茨城町立長岡第二小学校として開校[8]。その後2014年（平成26年）に、長岡第二、石崎、広浦の各小学校を統合して新たに茨城町立葵小学校となった。
- 茨城町立長岡幼稚園：長岡3168
  - 長岡小学校に隣接

### 公共施設
- 長岡公民館
- 植農公民館
- 三島公民館
- 平成館
- 矢頭集会所
- 中丸原公民館